# Rediff.com
Rediff.com（レディフ・ドットコム）は、1996年に開設されたインドのニュース、情報、エンターテインメント、ショッピングサイト。本社はムンバイにあり、バンガロール、ニューデリー、ニューヨークに支社が置かれている。
アレクサ・インターネットによると、同サイトは2019年において33番目に大きなインドのウェブポータルであり、300人以上の社員がいる。閲覧者の大半はインドからであり、インド以外の閲覧者はアメリカ合衆国と日本が多数を占めている。

## 歴史
1996年にインドで開設された。開設当初は電子メールサービス「レディフ・メール」とショッピングサービス「レディフ・ショッピング」が存在した。2001年に米国預託証券の株式公開に関連して1933年証券法に違反していると報じられた。この問題は2009年に和解が成立している。
2001年4月にインディア・アブロードを買収した。2007年にマルチメディア・プラットフォームの「Rediff iShare」が新たに開設され、2010年にはモバイル向けの電子メールサービス「Rediffmail NG」が開設された。2012年にAndroidアプリ用の「レディフ・ニュース」を開設している。
2016年4月には財務状況を考慮し、NASDAQからの上場廃止を決定した。